# Huez
Huez (auch: Huez-en-Oisans) ist eine französische Gemeinde im Département Isère in der Region Auvergne-Rhône-Alpes. Die Gemeinde, die zum Arrondissement Grenoble und zum Kanton Oisans-Romanche gehört, hat 1.264 (Stand: 1. Januar 2022) Einwohner, die Huizats bzw. Huizates genannt.

## Geographie
Huez liegt etwa 28 Kilometer ostsüdöstlich von Grenoble und ist besonders bekannt durch die Ortschaft L’Alpe d’Huez, die als Etappenort der Tour de France sowie als Wintersportort internationale Berühmtheit genießt. Umgeben wird Huez von den Nachbargemeinden Oz im Norden, Le Freney-d’Oisans im Osten, Auris und La Garde im Süden sowie Villard-Reculas im Westen. An der südlichen Gemeindegrenze verläuft der Gebirgsfluss Sarenne.

## Bevölkerungsentwicklung
| Jahr                       | 1962 | 1968 | 1975 | 1982 | 1990 | 1999 | 2006 | 2013 |
| -------------------------- | ---- | ---- | ---- | ---- | ---- | ---- | ---- | ---- |
| Einwohner                  | 493  | 619  | 1410 | 1154 | 1265 | 1671 | 1327 | 1413 |
| Quellen: Cassini und INSEE |      |      |      |      |      |      |      |      |

## Sehenswürdigkeiten
- Kirche Saint-Ferréol aus dem 11. Jahrhundert mit Umbauten aus dem 15., 16. und 19. Jahrhundert
- Kirche Sainte-Anne, Ende des 19. Jahrhunderts erbaut
- Kirche Notre-Dame-des-Neiges, 1960 bei der Skistation Alpe-d'Huez erbaut
- Kapelle Saint-Antoine aus dem Jahre 1767
- Archäologische Grabungsstätte Brandes, verlassenes mittelalterliches Dorf von Minenarbeitern, Monument historique seit 1995

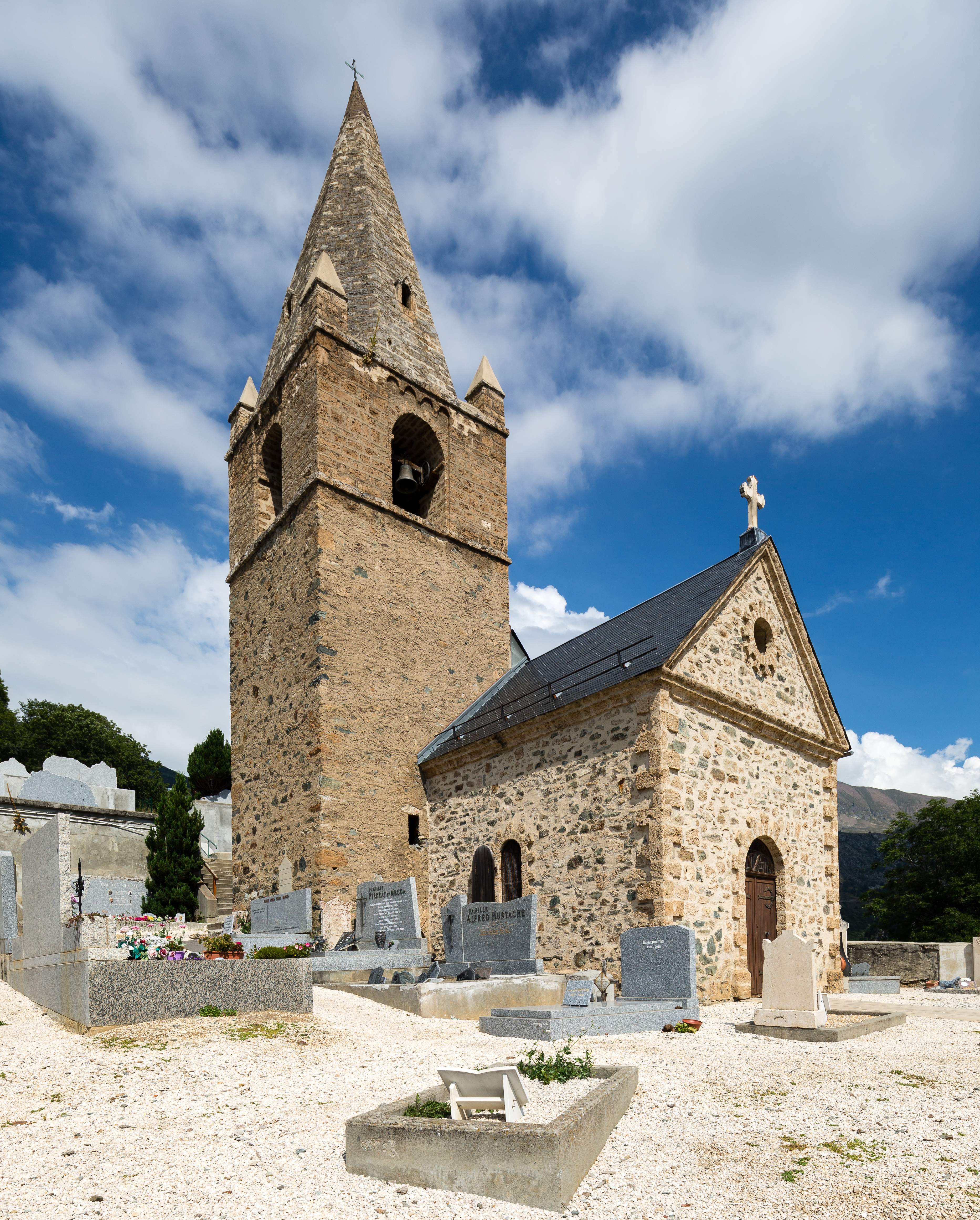
Kirche Saint-Ferréol
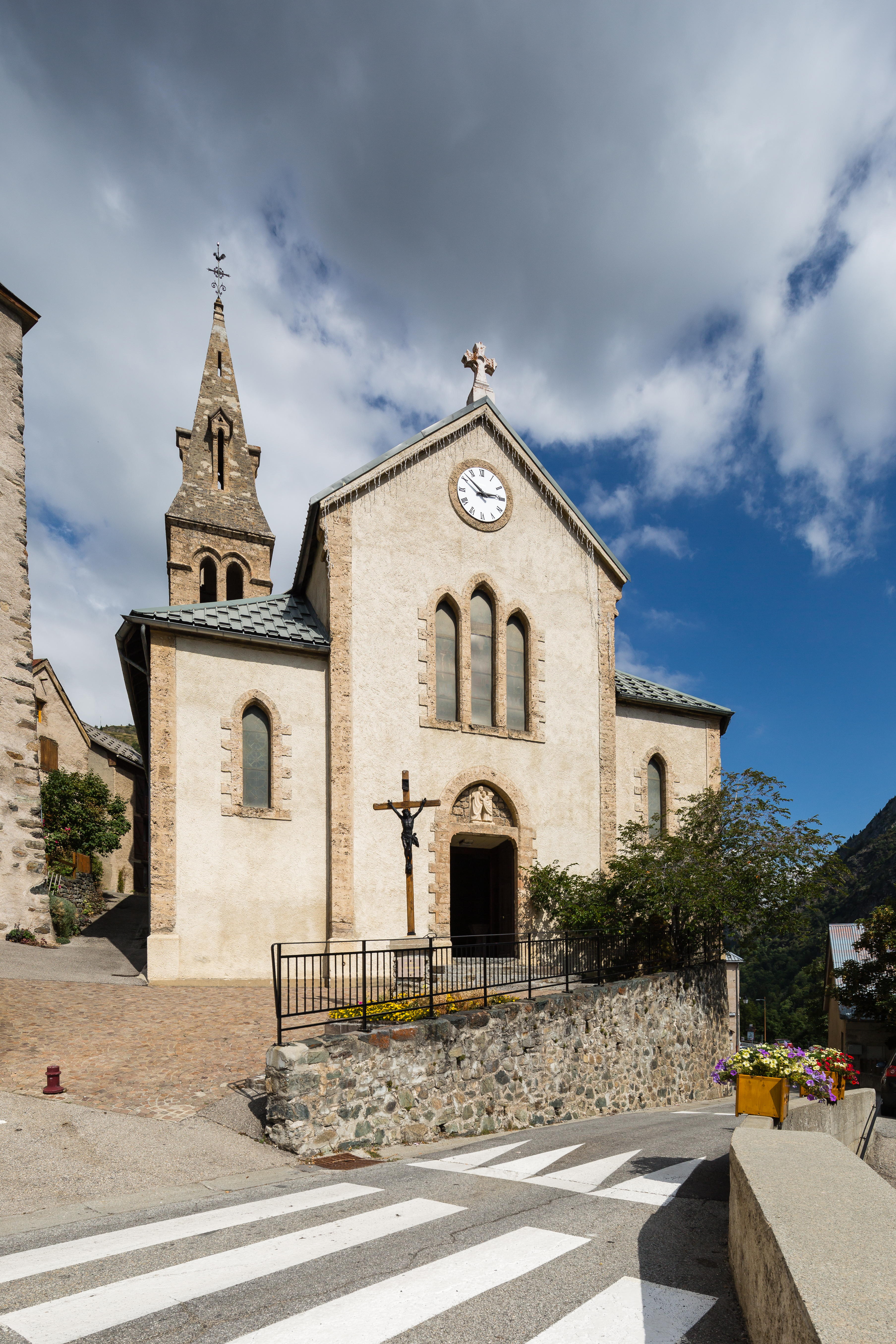
Kirche Sainte-Anne
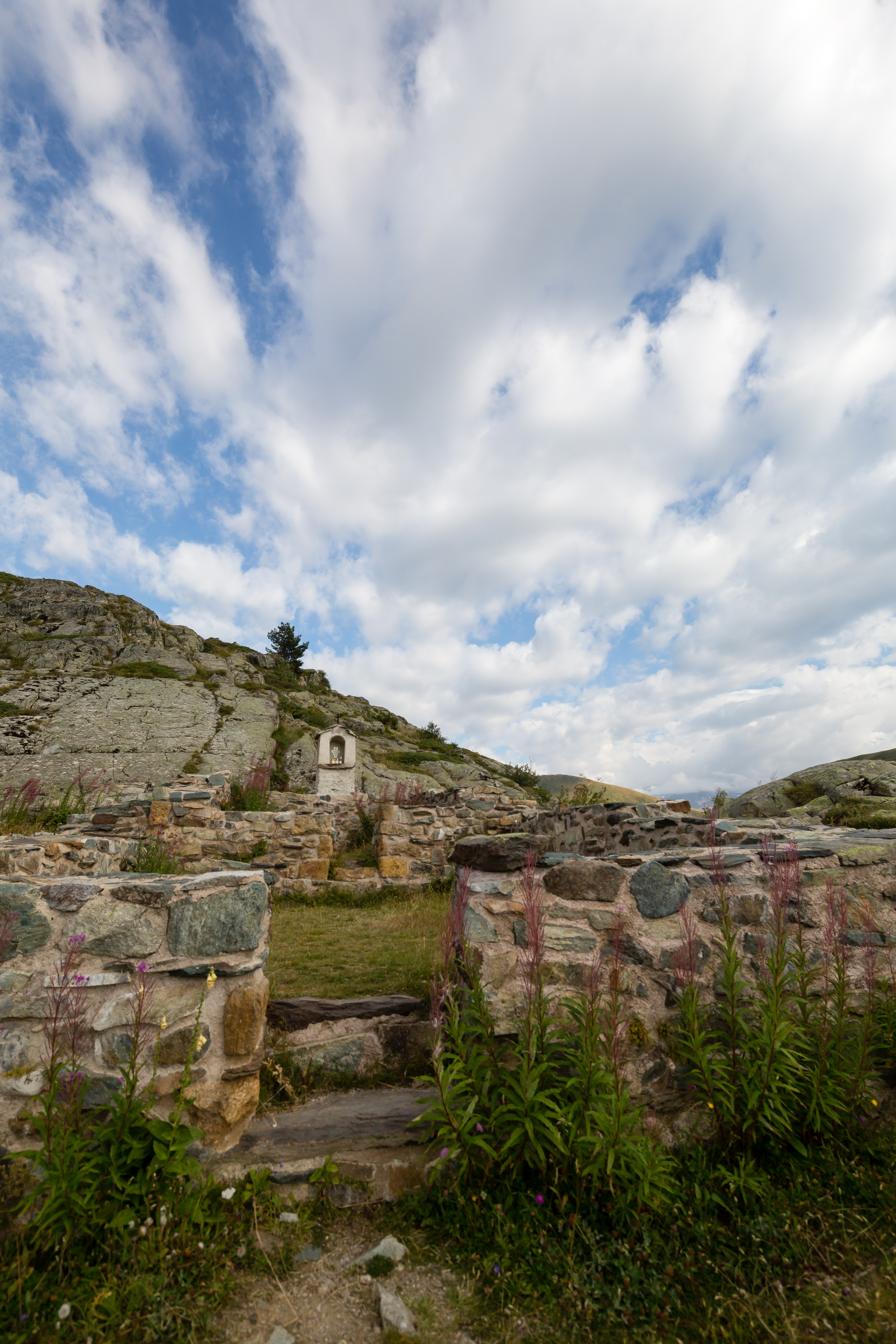
Archäologische Grabungsstätte Brandes

## Gemeindepartnerschaft
Mit der italienischen Gemeinde Bormio in der Provinz Sondrio (Lombardei) besteht seit 2005 eine Partnerschaft.